# Giacomo Gastaldi
Pour les articles homonymes, voir Gastaldi.

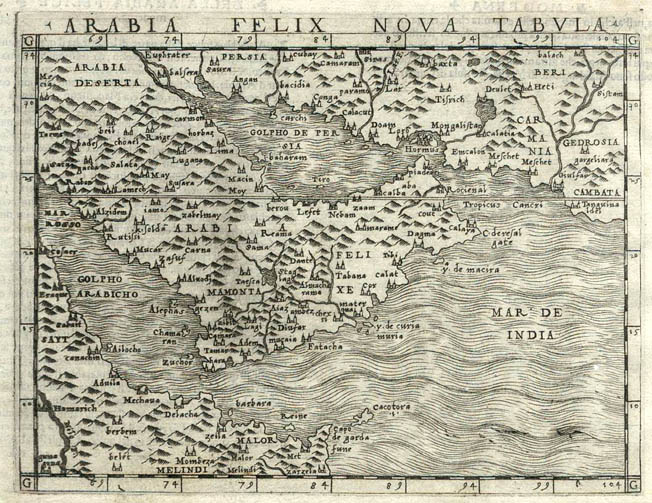
Carte de la péninsule arabe par Giacomo Gastaldi.

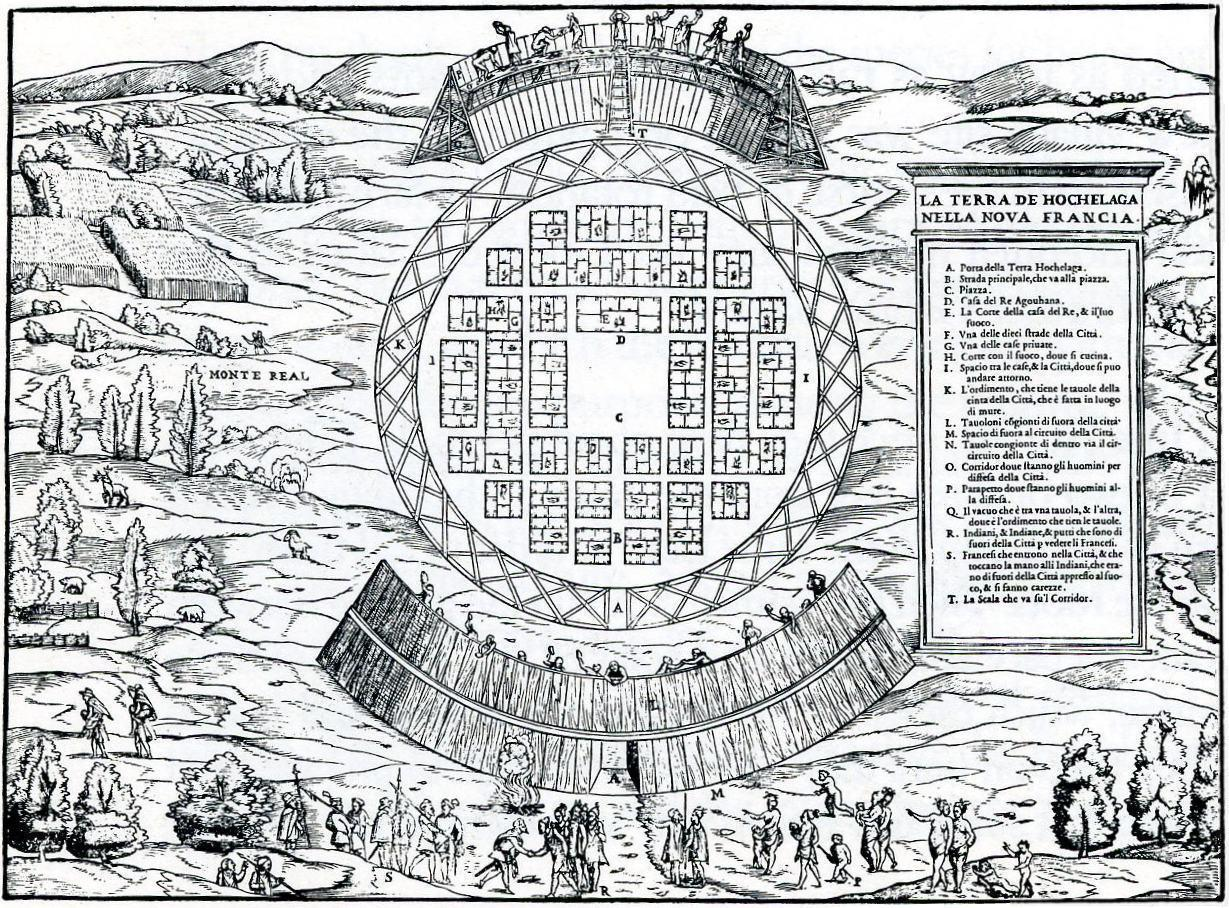
Plan La Terra De Hochelaga Nella Nova Francia, avec à gauche, le Monte Real, plan dessiné par Giacomo Gastaldi en illustration du livre Delle Navigationi et Viaggi de Ramusio, (Venise, 1565).

Giacomo (Jacopo) Gastaldi (~ 1500, Villafranca, Piémont – octobre 1566, Venise), est un important cartographe vénitien du XVIe siècle.

## Biographie

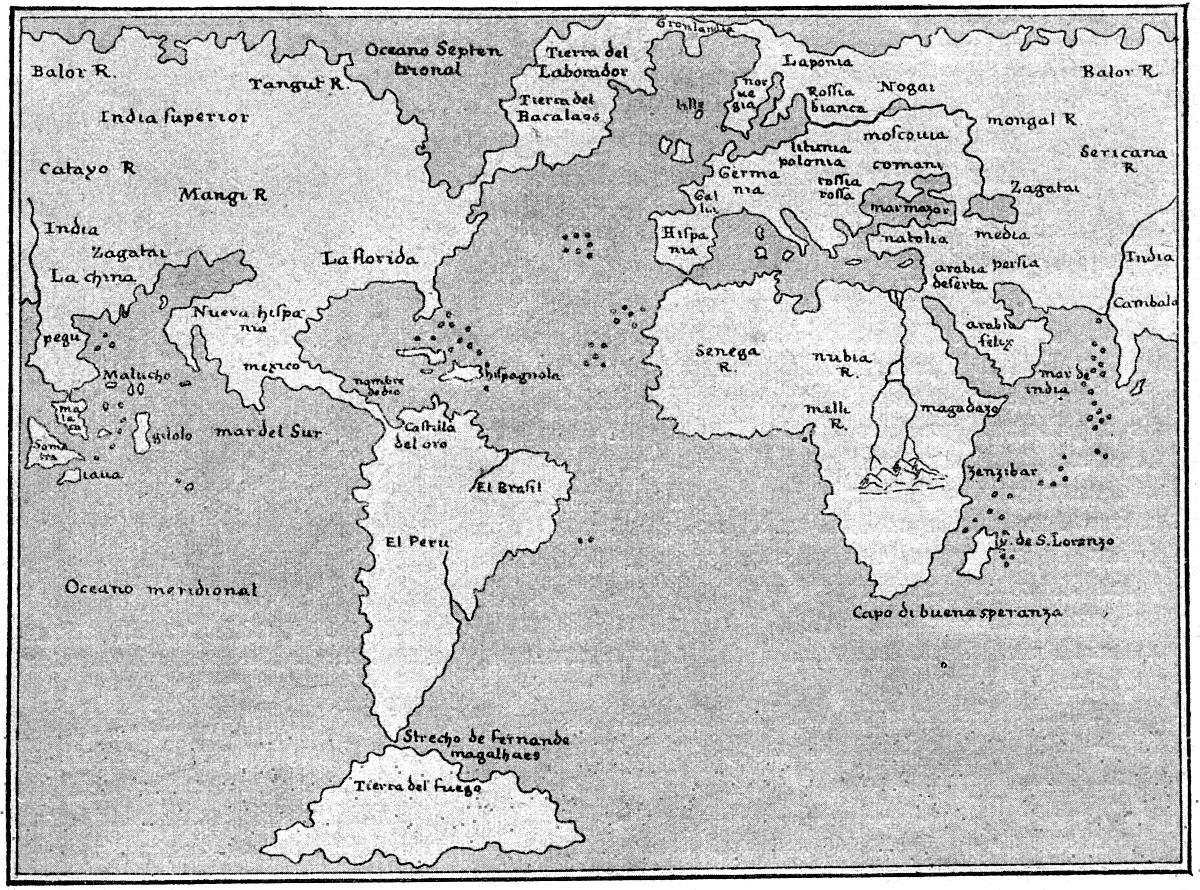
Planisphère de Gastaldi datant de 1548 sur lequel l'Asie et l'Amérique ne forment qu'un seul continent.

Né dans une grande famille du Piémont, il s'installe à Venise en 1539 où il est d'abord ingénieur avant de devenir le cartographe le plus renommé d'Italie et le cosmographe officiel de la Sérénissime République. Cent-neuf cartes lui ont été attribuées en tout, dont une grande carte d'Afrique en huit feuilles publiée en 1564. Il publie en 1548 une édition de la Géographie de Ptolémée contenant des cartes réalisées à partir de 1542, dont deux planisphères. Ces planisphères, dont le premier date de 1546, représentent les masses continentales de l'hémisphère nord reliées entre elles dans leur partie la plus septentrionale, sauf entre l'Amérique / Groenland et l’Europe. À partir de 1562, Gastaldi reconnait dans un opuscule la séparation de l'Amérique et de l'Asie, et nomme le détroit correspondant détroit d’Anian (Streto di Anian), du nom d’un royaume asiatique décrit par Marco Polo. Gastaldi coopéra avec Giovanni Battista Ramusio, géographe et secrétaire du Conseil des Dix, qui reprit ses cartes dans son ouvrage Delle Navigationi et Viaggi. En 1553, la république de Venise lui fait la commande de tracer les cartes prévues pour décorer la Sala dello Scudo du palais des Doges. Le contrat signé entre Gastaldi et les autorités stipule que le géographe devra se baser sur les relations de voyage des explorateurs espagnols dont Álvar Núñez Cabeza de Vaca, Jacques Cartier, Marco Polo ainsi que sur les travaux de João de Barros pour la Chine.  
Il fut abondamment copié et son œuvre contribua au maintien de l'art de l'eau-forte à Venise.